# 番野 (小惑星)
番野（ばんの、3394 Banno）は、小惑星帯にある小惑星である。
1986年2月16日、伊野田繁と浦田武が栃木県烏山町（現・那須烏山市）で発見した。

## 命名
名称は、伊野田・浦田と交友があったアマチュア天文家・番野欣昭（1991年没）にちなむもので、1992年11月10日付の小惑星回報（MPC）で公表された。